# Рівнинні аккінці
Аухівці  ( чеч. Ӏовхой  або аккінці  ( чеч. аьккхий, аккхий  ); чеч. аренан-аьккхий - "рівнинні аккінці", самоназв. чеч. нахчо/нохчо  ), також чеченці-аккінці , аккінці-аухівці , чеченці-аухівці — етнографічна група чеченців  на території нинішнього Дагестану . У традиції чеченської етноієрархії є однією із дев'яти тукхумів. Постановою Державної Ради Республіки Дагестан від 18 жовтня 2000 № 191 чеченці-акінці були віднесені до корінних малочисельних народів Республіки Дагестан .
Перші згадки суспільства в російських джерелах відносяться до XVI століття. Про те, що чеченці-аухівці жили в Терсько-Сулакському міжріччі, в домонгольський час вказує Б. Виноградов, куди частина з них переселилися з гірської частини Чечні - Акка [⇨]. До середини XVI століття чеченці-аухівці вже відокремилися в окреме суспільство та  освоїли територію у верхів'ях річок Акташ, Ямансу та Яриксу, що отримала назву Аух. До складу чеченців-аухівців, крім переселенців з Акка, брали участь представники тайпів нохчмахкахойців, орстхойців, чеберлойців та інших тукхумів чеченців. У XVI—XVII століттях суспільство увійшло дотик з аварцями, кумиками, гребенськими і терськими козаками на Тереку, Російською державою (російськими з Терського міста та ін.). У XIX столітті, поряд з іншими північнокавказькими народами, чеченці-аухівці брали участь у Кавказькій війні на боці Північно-Кавказького імамату, у XX столітті пережили інтеграцію в соціалістичне суспільство СРСР і депортацію в Середню Азію, а на рубежі XX та XXI століть був військовий конфлікт, що давав можливість самовизначитися Ічкерії. В наші дні в середовищі аккінців-аухівців не припиняються вимоги про автономію та відновлення Аухівського району). В енциклопедії Г. А. Леера 1883 року аухівці вказані суспільством народу нахче.
Аккінці (аухівці) на даний момент проживають на територіях Новолакського (колишнього Аухівського ), Хасавюртовського, Бабаюртовського та Казбеківського районів сучасного центрального Дагестану , по річках Ямансу, Яриксу, Акташ і Аксай (раніше Східної Чечні)  В офіційних переписах населення СРСР і сучасної Росії акінці (аухівці) часто ідентифікували себе як акінці, чеченці-акінці, аухівці або просто чеченці. Дані за чисельністю, згідно з переписом 2002 року, - 218 осіб  (з них у Дагестані 116 осіб  ), згідно з переписом 2010 року, - 76 осіб (з них у Дагестані 15 осіб) , за оцінкою 2010 року - близько 93 тисяч осіб . Говорять на аккінському діалекті чеченської мови. Носіїв аккінського діалекту налічується щонайменше 50 тисяч жителів . Релігія - іслам суннітського штибу.

## Назва
У XVI—XVII століттях у документах Московського царства з'явився екзоетнонім ококи (варіанти написання — акози, акочани, окохи, окоцькі люди, окочани, окочаны, окоченя, окуки, окучани ) , який багато дослідників вважають першою згадкою нахської етногрупи аккінців-аухівців. Ця назва могла бути спотворенням у російській мові від самоназви суспільства — аккінці (існує й інша точка зору, згідно з якою під ококами розуміються нохчмахкахойці ).
У XIX столітті аккінці-аухівці все ще не належали до власне чеченців, у цей час набув поширення етнонім аухівці, як представники Аухівського товариства та жителі Аухівського округу (назва пов'язана з топонімом Аух ) . Іноді їх включали в загальне поняття чеченці російські дослідники Кавказу, які в ті часи використовували термін чеченці синонімічно сучасному поняттю вайнахи /нахи. Російський офіцер, перший чеченець, що написав етнографічне дослідження російською мовою У. Лаудаєв, в 1872 році повідомляв, що найменування аухівці чужорідне, і дали його аккінцям-аухівцям сусіди - кумики та російські переселенці . Згодом це ім'я почало використовуватися як друга самоназва. У наші дні деякими чеченськими дослідниками висловлюється думка щодо походження імені аухівці з нахських мов ( див. § Ендоетноніми ).
Ще один екзоетнонім — карабулаки — найменування, яким у XVIII—XIX століттях російськомовне населення Північного Кавказу називало нахську народність орстхойців, проте, іноді це ім'я застосовувалося і до аккінців-аухівців, так як орстхойці/карабулаки становили значну частину переселенців, бравших участь у формуванні цієї етногрупи.
У наші дні в науковій та публіцистичній літературі аккінців-аухівців як середньовічну нахську етногрупу і як сучасний субетнос чеченців називають аккінцями   , аухівцями    , а для періоду існування аккінців-аухівців з XX століття (часу сприйняття ними чеченської ідентичності) актуальні етноніми чеченці-акінці та чеченці-аухівці. Найменування в російській мові аккінці - це транскрипція з інгушської та чеченської мов - аьккхій  . Також в інгушському звучить і прикметник «аккінський» — аьккхій , в чеченському воно вживається в дещо іншому вигляді — аьккхій н . Найменування представника народності в однині «аккінець», «аккінка» в інгушській мові — аьккхе , в чеченській — аьккхі  . Свою назву аккінці-аухівці отримали від гірських аккінців, переселенців із регіону на кордоні сучасних Чечні та Інгушетії. На думку ряду дослідників, саме гірські аккінці стали ядром формування середньовічного суспільства аккінців-аухівців. Сама назва акінці є похідною від місця їх походження - історичної області Акка. Про походження назви аккінців-аухівців у XIX столітті писав У. Лаудаєв:

«Собственно Нахчой называется общество бывшаго Чеченскаго округа; прочія-же общества, лишь поверхностно называясь этимъ именемъ, имѣютъ каждое для себя особыя названія. Ауховцы называются Аккій; названіе это они получили отъ того, что, живя прежде въ Аргунскомъ округѣ, составляли членовъ Аккинской фамиліи.»
«… сами-же они [аккинцы-ауховцы] для себя, какъ и отъ чеченцевъ, удержали названіе первобытной фамиліи Аккій, т. е. выходцевъ изъ Акки.»
— У. Лаудаев «Чеченское племя, Сборникъ свѣдѣній о Кавказскихъ горцахъ», 1872.

## Загальні відомості
Як і багато народів на певному етапі свого розвитку, нахи використовували складну систему назв для існуючих у їх середовищі форм об'єднань, структура яких складалася з груп різної чисельності та статусу, включаючи доьзали, ца, нек'ї, гари, вари та тайпи. У середині XX століття ряд дослідників розробили деяку класифікацію, згідно з якою більша частина тайпів утворювала своєрідні союзи - тукхуми (у чеченців спочатку їх було виділено 8, потім 9  ) і шахари (у інгушів виділено 7). Сьогодні вважається, що тукхуми та шахари — це дефініції для позначення племені чи регіону в Чечні та Інгушетії . У зв'язку з неоднозначним розумінням назв нахських об'єднань, ще з XIX століття в російському кавказознавстві стосовно до них використовувався термін суспільство ( див. Нахські народи § Етно-соціальна ієрархія ).

### Етнічна приналежність
Окремі середньовічні нахські товариства ( староросійськ. гірські люди ) і заселені ними території (староросійськ. гірські земляці ) відомі вже в XVI столітті . До середини цього століття аккінці-аухівці були нахською етногрупою, ядром якої, на думку деяких дослідників, були нахомовні вихідці з історичної області Акка. Формування власне чеченців, з усвідомленням своєї етнокультурної єдності, складалося дещо пізніше — процес консолідації східних нахів у єдиний чеченський народ охоплює період з XVI по XVIII століття  ; єдина самоназва була сприйнята масами у XVIII - початку XIX століть , а на думку деяких дослідників ще пізніше - на початку XX століття і, ймовірно, навіть у цьому столітті ще не настало повне етнічне об'єднання чеченців .
До революції 1917 року і в перші десятиліття радянської держави в роботах дослідників і різних документах могла вказуватися етнономенклатура Північного Кавказу, що не відповідає сучасним уявленням. Непоодинокі випадки, коли нахські етнічні об'єднання вказувалися під етнонімом черкеси, крім власне адигомовних народів (також черкесами іноді називали дагестанців та карачаївців ) . Наприклад, у 1-му томі « Географічно-статистичного словника Російської імперії » за 1863 рік аккінці-аухівці (у джерелі аухівці ) названі родом черкеського племені . Також у російському кавказознавстві дослідники іноді об'єднували всі нахські етно-територіальні групи ( аккінців, аккінців-аухівців, бацбійців, орстхойців та інших, включаючи власне чеченців, а іноді навіть і інгушів ) під одним ім'ям — чеченці (з самоназвою нахче)  (також існував варіант кісти  ). У сучасній науці для цієї спільності використовують інший родовий термін – нахські народи та/або народності, етногрупи.
Аж до наших днів аккінці-аухівці, та деякі інші етногрупи вайнахів, знаходяться в процесі консолідації в єдиний чеченський народ та на сьогодні фактично стали субетносом чеченців  .

### Склад (тайпи та родові гілки)
Складові субетносу рівнинних аккінців різні суспільства та родові гілки ( тайпи, гари, некъи ) дослідниками рубежу XX—XXI століть ще недостатньо вивчені. На сьогодні відомо, що вони представляли/представляють змішану в племінному відношенні групу, утворившись з тайпів орстхойців, чеченців (переважно нохчмахкахойців) і більшою мірою (напр., на думку І. А. Арсаханова), або меншою мірою (напр., На думку Н. Г. Волкової) гірських аккінців. У наукових і публіцистичних роботах зустрічаються не повні списки товариств, що відносяться до аккінців-аухівців.
Список союзів товариств, товариств (тайпи), родових гіл (гара, некъі) і прізвищ (ца, доьзал) аккинців-ауховців: 1.- згідно І. А. Арсаханова (1959) , 2.- згідно з М. А. Мамакаев (1973) , 3.- згідно А. С. Сулейманова (1997) , 4.- згідно А. І. Дадаевой (2005) , 5.- згідно з іншими джерелами.

## Культура

### Мова
Аккінці-аухівці були/є носіями аккінського діалекту чеченської мови  (у школах, де вчаться діти аккінців-аухівців, з радянського періоду їм викладають літературну чеченську  ). У наші дні в Російській Федерації вони також використовують російську мову.
Згідно з сучасною лінгвістичною класифікацією, аккінський діалект входить в аккінсько-орстхойську говірку (застар. галанчозьке ) та відноситься до вайнахскому мовному кластеру нахської гілки нахсько-дагестанських мов . Виділити аккінскій діалект власне як діалект, а не самостійну мову, запропонував професор І. А. Арсаханов . У різних дослідників зустрічаються різні назви для аккінського діалекту - аухівський, аухскій, рівнинноаккінскій, aukx, aukhov, auх, lower akkin, east akkin. Також зустрічаються різні варіанти написання самоназви діалекту — арар-аькхійн, arara-äqqiin. Лінгвіст Ю. Б. Коряків виділяє всередині діалекту дві говірки - аухівський власне ( aukh proper, до депортації 1944 носії проживали в середній течії річок Аксай, Ямансу, Яриксу ) і парчхоєвський (parchkhoy, pharchkhoy, самоназв. - пхьарчхойн)
Лінгвісти вважають, що аккінський діалект займає проміжне положення між чеченською та інгушською мовами (напр. І. А. Арсаханов, 1959  ; Б. Коряков, 2006  ). Однак, ряд дослідників відносять його лише до чеченської мови . І. А. Арсаханов, сам аккінець-ауховець, автор єдиної наукової монографії присвяченої аккінському діалекту («Аккінський діалект в системі чечено-інгуської мови»  ), відзначав, що за рядом особливостей аккінський діалект тягне до тієї-ж чеченської, але все-ж таки, класифікував його як проміжний діалект між чеченською та інгушською мовами .